# Flight 666: The Original Soundtrack
Flight 666: The Original Soundtrack è un album dal vivo del gruppo musicale britannico Iron Maiden, pubblicato il 22 maggio 2009 nel Regno Unito e il 9 giugno dello stesso anno negli Stati Uniti d'America, in contemporanea con l'uscita in Bluray e doppio DVD del documentario Flight 666.

## Descrizione
Contiene 17 brani eseguiti in vari Paesi durante la prima tappa del Somewhere Back in Time World Tour.
Inoltre è l'unico disco che non mostra in modo prominente la mascotte Eddie the Head (visibile sulla maglietta del cantante Bruce Dickinson e sulla coda dell'aeroplano), nonché l'unica che raffigura ciascun membro del gruppo.

## Tracce
CD 1
1. Churchill's Speech – 0:43
2. Aces High – 4:49
3. 2 Minutes to Midnight – 5:57
4. Revelations – 6:28
5. The Trooper – 4:01
6. Wasted Years – 5:07
7. The Number of the Beast – 5:07
8. Can I Play with Madness – 3:36
9. Rime of the Ancient Mariner – 13:41

CD 2
1. Powerslave – 7:28
2. Heaven Can Wait – 7:35
3. Run to the Hills – 3:59
4. Fear of the Dark – 7:32
5. Iron Maiden – 5:26
6. Moonchild – 7:29
7. The Clairvoyant – 4:38
8. Hallowed Be Thy Name – 7:52

## Formazione
Gruppo
- Bruce Dickinson – voce
- Dave Murray – chitarra; chitarra acustica in Moonchild
- Adrian Smith – chitarra, cori
- Janick Gers – chitarra
- Steve Harris – basso, cori
- Nicko McBrain – batteria

Altri musicisti
- Michael Kenney – tastiera

## Classifiche
| Classifica (2009) | Posizione massima |
| ----------------- | ----------------- |
| Austria           | 36                |
| Belgio (Fiandre)  | 34                |
| Belgio (Vallonia) | 51                |
| Canada            | 17                |
| Finlandia         | 14                |
| Francia           | 30                |
| Germania          | 6                 |
| Grecia            | 46                |
| Italia            | 22                |
| Messico           | 30                |
| Norvegia          | 22                |
| Paesi Bassi       | 50                |
| Regno Unito       | 15                |
| Spagna            | 33                |
| Stati Uniti       | 34                |
| Svezia            | 25                |
| Svizzera          | 24                |